# Lars Magnus Wejlander
Lars Magnus Wejlander, född 2 april 1806 i Helsingborg, död där 22 mars 1864, var en svensk borgmästare.
Wejlander, som var son till postkommissarien Otto Leonard Wejlander och Kristina Katrina Engström, blev student vid Lunds universitet 1821, avlade juridisk examen 1826. Han blev auskultant i Skånska hovrätten samma år och vice häradshövding 1832. Han blev rådman i Helsingborgs stad 1833 och borgmästare där 1849. Wejlander är gravsatt på Gamla kyrkogården i Helsingborg.